# Jessica Vall
Jessica Vall Montero (Barcellona, 22 novembre 1988) è una nuotatrice spagnola.

## Carriera
Specializzata nella rana, è giunta terza al campionato mondiale di Kazan 2015 sulla distanza dei 200 metri.

## Palmarès
- Mondiali

Kazan 2015: bronzo nei 200m rana.
- Europei

Berlino 2014: bronzo nei 200m rana.
Londra 2016: argento nei 200m rana.
Glasgow 2018: argento nei 200m rana.
- Europei in vasca corta

Copenhagen 2017: oro nei 200m rana e bronzo nei 100m rana.
- Giochi del Mediterraneo

Mersin 2013: oro nei 200m rana, argento nei 100m rana e nella 4x100m misti.
Tarragona 2018: oro nei 100m rana e nei 200m rana, argento nella 4x100m misti e bronzo nei 50m rana.

## International Swimming League
| Stagione 2019 | Stagione 2020 | Stagione 2021   |
| ------------- | ------------- | --------------- |
| Iron          | Iron          | Energy Standard |